# Coelioxys eduardi
Coelioxys eduardi är en biart som beskrevs av Jesus Santiago Moure 1951. Coelioxys eduardi ingår i släktet kägelbin, och familjen buksamlarbin. Inga underarter finns listade i Catalogue of Life.